# ميكي توماس (مغني)
ميكي توماس (بالإنجليزية: Mickey Thomas)‏ هو مغني أمريكي، ولد في 3 ديسمبر 1949 في القاهرة في الولايات المتحدة.

## وصلات خارجية
- الموقع الرسمي
- ميكي توماس على موقع IMDb (الإنجليزية)
- ميكي توماس على موقع ميوزك برينز (الإنجليزية)
- ميكي توماس على موقع ديسكوغز (الإنجليزية)